# Gadates
Gadates o Gàdatas (en llatí Gadatas, en grec antic Γαδάτας) va ser un sàtrapa assiri revoltat a favor de Cir el Gran segons diu Xenofont a la Ciropèdia en revenja contra el rei d'Assíria (equivalent a Babilònia) que l'havia fet eunuc perquè una de les concubines reials s'hi havia fixat.
El rei d'Assíria va envair la seva província, però Cir el Gran va anar en el seu ajut i el va salvar al darrer moment. Després d'això Gadates, per por dels assiris, va deixar la satrapia a Cir i va entrar al seu exèrcit. Quan Babilònia va ser capturada, Gadates i Gòbries van matar el rei.